# آنک آن یتیم نظرکرده
آنک آن یتیم نظر کرده رمانی است از محمدرضا سرشار دربارهٔ زندگی محمد بن عبدالله. این رمان حاصل بیست سال پژوهش نویسنده در منابع تاریخی است. سرشار از سال ۱۳۷۳ نوشتن این اثر را آغاز کرده که سه سال طول کشیده است.

## موضوع
آنک آن یتیم نظر کرده روایتی از زندگی پیامبر (ص) از زمان تولد تا هجرت به حبشه است که با نثری تاریخی که به فارسی دری نزدیک است نگاشته شده‌است.
داستان از اندکی پیش از تولد محمد بن عبداله آغاز شده و ماجرای زندگی وی را تا پایان هجرت عده‌ای از مسلمانان به حبشه در بر می‌گیرد.
نثر کتاب به فارسی‌دری نزدیک است.
برخی از منتقدان استفاده نویسنده از منابع معتبر تاریخی و دقت وی در نقل جزئیات تاریخی و نیز استفاده از زاویه دید تلفیقی در روایت داستان را از نقاط قوت این اثر به برشمرده‌اند.
این کتاب پیش از انتشار، در قالب یک برنامه روایت - نمایشی رادیویی با عنوان از سرزمین نور، صبح‌های جمعه، از ساعت ۸ تا ۸:۳۰ از شبکه سراسری صدای جمهوری اسلامی پخش شده‌است.

## انتشار
کتاب نخست توسط انتشارات آستان قدس رضوی (به نشر) منتشر شد؛ ولی بعدها انتشار آن به انتشارات سوره مهر واگذار شد.
این رمان تا اردیبهشت سال ۱۳۹۲ هشت بار منتشر شده‌است.

## ترجمه کتاب
این کتاب توسط بتول مشکین‌فام، عضو هیئت علمی دانشگاه الزهرا به زبان عربی برگردانده است. ترجمه عربی کتاب در سال ۱۳۹۰ برنده جایزه کتاب سال جمهوری اسلامی ایران شد. عنوان عربی کتاب‌ها هو الیتیم فی عین الله نام دارد.
نسخه‌های فارسی، انگلیسی و ترکی استانبولی این اثر در سایت آمازون عرضه شده‌است.
ترجمه ترکی کتاب در ۵۶۰ صفحه توسط انتشارات «کوثر» ترکیه منتشر شده‌است. کتاب همچنین به زبان اردو نیر منتشر شده‌است.
چاپ مجلد اول ترجمه عربی آن در لبنان توسط انتشارات دارالتراث العربی و رونمایی از این ترجمه در کویت انجام شد و مورد استقبال مخاطبان عرب زبان نیز واقع شد.
جیمز کلارک، مترجم و نویسنده آمریکایی این کتاب را به زبان انگلیسی ترجمه کرده‌است. عنوان انگلیسی کتاب That Which That Orphan Saw است.

## جوایز
کتاب در دومین جشنواره قصه‌های قرآنی، پیامبران و ائمه برگزیده و شایسته تقدیر شناخته شد.